# Der Tolpatsch (Nikolai Leskow)

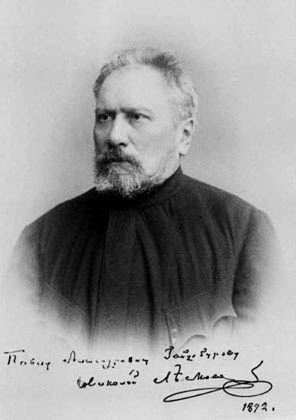
Nikolai Leskow im Jahr 1872

Der Tolpatsch, auch Spiel mit dem Phantom (russisch Заячий ремиз, Sajatschi remis – Hasenremise), ist die 1894 vollendete letzte Erzählung des russischen Schriftstellers Nikolai Leskow, die im September 1917 postum in der Sankt Petersburger Zeitschrift Niwa erschien.

## Editionsgeschichte
Diese Satire fand im Zarenreich der 1890er Jahre keinen Verleger. Wukol Lawrow vom Russkaja Mysl schrieb an Leskow: „Es ist absolut unmöglich, heutzutage so etwas zu drucken … Die Fragen, die Sie anschneiden, werden die Zensur in Raserei versetzen, und Sie wie auch wir werden es abbekommen.“ Michail Stasjulewitsch vom Westnik Jewropy lehnte ebenfalls ab.
Darauf legte Leskow dieses letzte Manuskript ad acta.

## Inhalt
Der Tollpatsch ist der reichlich 60-jährige, sehr kräftige Onoprij Opanassowitsch Peregud. Er war Gendarm in seinem ukrainischen Heimatdorf Peregudy gewesen. Nach seinem Dafürhalten war es übermäßige Ruhmliebe gewesen, die ihn ins Irrenhaus gebracht hatte. Gleichviel, er wurde dort als Irrer anerkannt und strickt für die anderen Insassen am laufenden Band Strümpfe.
Sein Ahne Opanas war zu Zeiten Katharinas in Peregudy Dorfältester und Ritter gewesen. Der Vater, ein Adliger, war Major a. D. Die Mutter, ebenfalls adliger Herkunft, stammte nicht aus Peregudy.
Der Bischof, ein alter Schulfreund des Vaters, nahm Onoprij zunächst als Chorknaben und dann als Novize. Den Jungen hatte der Inspektor Wekowetschkin im Auftrag des Bischofs unter seine Fittiche genommen.
Als Onoprij Mönch werden soll, gesteht er dem Bischof, er wolle doch lieber heiraten. In zwei zugleich hat Onoprij sich verliebt; in die 14-jährige Tochter des Vizegouverneurs und in ein auch sehr junges, hübsches Zimmermädchen.
Onoprijs Vater stirbt. Der Bischof verwendet sich, wie er es dem Vater zu dessen Lebzeiten versprochen hatte, beim Vizegouverneur für den Abtrünnigen. Onoprij wird auf der Stelle als Staatsangestellter eingeschrieben und ist fortan in Peregudy hinter Pferdedieben her. Er kann keinen Dieb fangen. In seiner Not wendet er sich an Wekowetschkin. Der übergibt ihm ein Heft aus der Moskauer Synodaldruckerei mit der Jahreszahl 1864 versehen und betitelt „Regeln zur Erhellung der Wahrheit zwischen zwei Menschen, die miteinander streiten“. Onoprij versetzt nach dieser Anleitung mit seinem Gerede die Verdächtigen in solche Angst, dass sie schließlich gestehen. Als Onoprij nach demselben Rezept alle Pferdediebe in Peregudy überführt hat und ihm weder ein Pferdebesitzer noch die vorgesetzte Behörde danken, will er Ruhm. Onoprij bekommt vom Gouverneur persönlich einen Fingerzeig zur neuen Arbeitsrichtung. Der Gendarm soll solche anzeigen, die da lästern, wie zum Beispiel „Ach, wie schön war unser Leben doch, als die Ahnen noch nicht wußten, wie so drückend Moskaus Joch.“ Die „Regeln zur Erhellung der Wahrheit“ können Onoprij bei der Jagd auf „Erschütterlinge“, „die Throne ins Schwanken … bringen“, nicht weiterhelfen.
Onoprij führt die hochgeschätzte Julija Semjonowna aufs Glatteis und schreibt eine geheime Anzeige. Der Stabsoffizier kann den Inhalt des Schriftstücks nicht an eine Adresse höheren Orts senden, weil es sich um weiter nichts als um Zitate aus dem Neuen Testament handelt. Der Offizier lobt trotz alledem den Eifer, doch für einen Orden reicht es eben noch nicht.
Wie nun weiter? Wekowetschkin hilft. Das Rezept für Onoprij: Vorschriften sind ungeeignet. Er muss auf eigene Faust handeln. Onoprij forscht seinen Kutscher Stetzko aus. Und Stetzko soll sich umhören; soll genau hinhören. Der Kutscher hat die Quälerei bald satt. Da er weder ein Spion noch ein Lump ist, soll Onoprij seinen Vierspänner selber kutschieren.
Onoprij werden alle vier Pferde gestohlen. Für seinen bevorstehenden Auftritt bei Gericht lässt sich der Geschädigte bei Wekowetschkin beraten. Die empfohlene Devise: Geschwollen reden. Diese Strategie erbost den Vorsitzenden zunehmend.
Onoprij findet für seine neuen Pferde keinen Kutscher. Notgedrungen nimmt er einen Auswärtigen – Terenjka Naljotow aus dem Gouvernement Orjol. Als in der Peregudyer Schenke ein Flugblatt mit unstatthaften Sätzen gegen Kirche, Adel und Polizei auftaucht, verspricht Onoprij dem neuen Kutscher drei Rubel, falls er den Verfasser des Pamphlets beibringt. Es kommt noch schlimmer. In der Kalesche der Amtsperson Onoprij wird solch ein schlechtes Druckerzeugnis gefunden. Darin ist der Rede „wie … der Staat Steuern eintreibt von früh bis spät“.
Onoprij bekommt keine Ruhe. Nun greift ihn der Kreispolizeichef an, weil er mit dem Gerede von den Erschütterlingen Unruhe gestiftet hat. Onoprij macht trotzdem weiter; verhaftet einen Regierungsrat auf der Verbrecherjagd versehentlich als Erschütterling.
Während einer der nächsten Kutschfahrten trennt sich Terenjka Naljotow von Onoprij und verschwindet im Wald. Onoprij findet unter dem Sitz einen Packen von Flugblättern des Verbrechers Terenjka. Onoprij will die Flugblätter beseitigen, stürzt dabei mit den aufwirbelnden Blättern in eine Schlucht und verliert das Bewusstsein. Onoprij erwacht im Hause des Adelsmarschalls aus der Ohnmacht und muss erfahren, jener Regierungsrat hatte den Verbrecher Terenjka Naljotow gejagt. Letzterer war durch Onoprijs Gerede von den Erschütterlingen nach Peregudy gelockt worden. Die hochgeschätzte Julija Semjonowna vermittelt für Onoprij ein Gespräch mit dem Fürsten. Dieser lässt Onoprij direkt ins Irrenhaus bringen.

## Titel
- Sajatschi remis – Hasenremis bedeute so etwas wie „sinnlos gewählte Zufluchtsstätte eines gejagten Hasen oder Wahnsinn als letzte Zuflucht eines gescheiterten Menschen“.[9]
- Nach Rudolf Marx sprächen Spieler von Hasenremis, wenn ein Strohmann oder Tollpatsch im Spiel ist.[10]
- Siehe auch: Sajatschi remis[11] ist ein Viertel der Stadt Peterhof.

## Selbstzeugnis
- Leskow schreibt über sein Spätwerk, der Leser solle bedrückt werden und „… ich will nicht mehr gefallen. Ich will es [das Publikum] geißeln und quälen.“[12]

## Rezeption
- Müller-Kamp schreibt 1946, Onoprij sei „ein einfacher guter Mensch, den der Autoritätswahn des autokratischen Staates zum Autoritätswahnsinnigen macht.“[13]
- Rudolf Marx schreibt 1972, „der kleine ukrainische Dorfadlige“ Onoprij hasche „in der Ära der politischen Gesinnungspolizei Pobedonoszews“ nach einem Orden.[14]
- Reißner schreibt 1973, Onoprij tappt auf der Jagd nach Volkstümlerpropagandisten in die eigene Falle.[15]

## Deutschsprachige Ausgaben
- Spiel mit dem Phantom. Aus dem Russischen übersetzt und mit einem Nachwort und Anmerkungen versehen von Erich Müller-Kamp. 125 Seiten. Herder-Bücherei Bd. 90, Freiburg im Breisgau 1961
- Der Tolpatsch. Beobachtungen, Erfahrungen und Abenteuer des Onopri Peregud aus Peregudy. Deutsch von Wilhelm Plackmeyer. S. 448–554 in Eberhard Reißner (Hrsg.): Nikolai Leskow: Gesammelte Werke in Einzelbänden. Das Tal der Tränen. Mit einer Nachbemerkung des Herausgebers. 587 Seiten. Rütten & Loening, Berlin 1973 (1. Aufl.)

Verwendete Ausgabe:
- Nikolaj Lesskow: Der Tolpatsch. Beobachtungen, Erfahrungen und Abenteuer des Onoprij Peregud aus Peregudy. Übersetzung aus dem Russischen, Nachwort und Anmerkungen von Erich Müller-Kamp. 152 Seiten. Verlag Karl Alber, München 1946

## Sekundärliteratur
- Nikolai Leskow. Seine Zeit und sein Leben. Von Rudolf Marx. S. 5–58 in Nikolai Leskow: Der Weg aus dem Dunkel. Erzählungen. 467 Seiten. Dieterich’sche Verlagsbuchhandlung, Leipzig 1972 (Sammlung Dieterich Bd. 142, 3. Aufl.)